# Ove Erik Eriksson
Ove Erik Eriksson (* 6. Juli 1935 in Stockholm) ist ein schwedischer Mykologe, der an der Umweltabteilung der Universität Umeå arbeitet.
Er arbeitet insbesondere zum Thema Flechten (Lichenologie) und hat wichtige Beiträge zur Taxonomie der Pilze geleistet. Unter anderem hat er viele neue Taxa von Pilzen geschaffen. Die Abkürzung seines Namens O.E. Erikss wird den wissenschaftlichen Namen der von ihm geschaffenen Taxa hinzugefügt.
| Personendaten    | Personendaten         |
| ---------------- | --------------------- |
| NAME             | Eriksson, Ove Erik    |
| KURZBESCHREIBUNG | schwedischer Mykologe |
| GEBURTSDATUM     | 6. Juli 1935          |
| GEBURTSORT       | Stockholm             |